# نوغاتا (فوكوكا)
مدينة نوغاتا (بالإنجليزية: Nōgata)‏ هي أحد المدن التابعة لمحافظة فوكوكا. تأسست رسميًا في 01/01/1931. ويقدر عدد سكانها بـ 57319 نسمة حسب تقدير مكتب الإحصاء الياباني لعام 2012. تبلغ مساحة نوغاتا 61.78 كم2. بكثافة سكانية تبلغ 928 نسمة/كم2.

## أعلام
- هيرومي كوجيما
- كينجي يونيكورا
- كايو هيرويوكي
- شوسي كودا